# Stéphane Traineau
Stéphane Traineau, född den 16 september 1966 i Cholet, Frankrike, är en fransk judoutövare.
Han tog OS-brons i herrarnas halv tungvikt i samband med de olympiska judotävlingarna 1996 i Atlanta.
Han tog OS-brons igen i samma viktklass i samband med de olympiska judotävlingarna 2000 i Sydney.